# Marie-Pierre Durosová
Marie-Pierre Durosová (* 7. června 1967) je bývalá francouzská atletka, běžkyně, která se specializovala na střední tratě.
V osmnácti letech vybojovala stříbrnou medaili v běhu na 1500 metrů na mistrovství Evropy juniorů. Čtyřikrát se stala mistryní Francie v běhu na 3000 metrů. V roce 1991 zvítězila v této disciplíně na halovém mistrovství světa v Seville.